# Gheorghe Grigurcu
Gheorghe Grigurcu (n. 16 aprilie 1936, Soroca, România, astăzi în Republica Moldova) este un critic literar și scriitor român.

## Viața
Născut în stânga Prutului, a parcurs un traseu biografic care l-a purtat prin Oradea, unde a urmat cursurile liceului, apoi la București, unde a fost timp de un an cursant al Școlii de Literatură "Mihai Eminescu" din București (de unde a fost exmatriculat în urma unei vizite făcute lui Tudor Arghezi, care era în dizgrația autorităților vremii). Și-a continuat studiile la Facultatea de Filologie a Universității „Babeș-Bolyai” din Cluj, unde îl frecventa pe Lucian Blaga, motiv pentru care la absolvire nu a primit repartiție. A revenit la Oradea, unde a lucrat ca funcționar la „Societatea de Științe Istorice și Filologice” și ca profesor de școală, după care a devenit pentru un deceniu redactor la revista „Familia” din Oradea.  La Oradea se împrietenește cu poetul Teodor Dume (pe care îl îndrumă literar, prefațându-i primele două volume) și epigramistul Al. SIlaghi. Cu acești doi prieteni se întâlnea adesea în cadrul unui minicenaclu literar care se desfășura în incinta hotelului Astoria . După trei decenii, Gheorghe Grigurcu a fost îndepărtat din redacție, și s-a retras la Târgu Jiu, unde locuiește și în ziua de azi.
În prezent este director al revistei „Acolada” din Satu Mare.

## Cariera literară
Scrie de aproape patru decenii cronici literare la cărți de poezie sau de critică, eseistică, teorie literară etc. (nu și la proză) și le risipește în presa din toată țara. A publicat în „Familia”, „Viața românească”, în „Contemporanul”, la care a fost redactor de la distanță, de la Târgu Jiu, la „România literară”, în ieșenele „Convorbiri literare”. 
Unul dintre cei mai importanți critici români postbelici, autorul este, tipologic, un călinescian. Scenariul articolelor sale se repetă invariabil: parcurse calm, cărțile recenzate sunt citate sistematic, analiza constituindu-se din enunțuri critice descriptive, urmate întotdeauna de citatele exemplificatoare. Tehnic vorbind, Gheorghe Grigurcu supune poezia sau critica unui decupaj expert și apoi compune un soi de colaje comentate. Inserțiile sale au adeseori și somptuozitatea, și aspectul paradoxal al modelului călinescian. 
S-a afirmat și ca un polemist acerb, mai ales după 1990, când s-a angajat în lungi campanii de promovare a principiilor morale în evaluarea istoriei literare române din perioada regimului comunist. 
În paralel cu critica, Gheorghe Grigurcu n-a încetat să scrie și să publice poezie: de factură modernistă, concentrată, metaforică și conceptualizantă, subtil-livrescă, disimulând teribile fervori existențiale și intelectuale. Nu întâmplător compune, mai ales în ultimele perioade, aforisme.